# Acts of God (The Walking Dead)
"Acts of God" é o décimo sexto episódio da décima primeira temporada da série de televisão de terror pós-apocalíptica The Walking Dead. O episódio foi escrito por Nicole Mirante-Matthews e dirigido por Catriona McKenzie.
No episódio, Maggie (Lauren Cohan) se prepara para defender Hilltop e o povo de Riverbend contra Hornsby (Josh Hamilton). Enquanto isso, Hornsby contrata Leah (Lynn Collins) para matá-la.
O episódio recebeu críticas mistas da crítica.

## Enredo
Depois de perceber que é inútil negociar com Maggie (Lauren Cohan), Lance (Josh Hamilton) começa a planejar um ataque em Hilltop. Leah (Lynn Collins) atrai Maggie para longe da colônia e a sequestra. Em outros lugares, Daryl (Norman Reedus), Aaron (Ross Marquand) e Gabriel (Seth Gilliam) são traídos pelos soldados da Commonwealth que são ordenados por Lance para eliminá-los. O trio escapa da morte por pouco; Aaron é ferido no processo. Leah leva Maggie para sua antiga cabana e a ameaça. Maggie se liberta e luta com Leah, mas a última a domina. Daryl aparece e é forçado a matar Leah. Maggie e Daryl escapam da cabana enquanto Lance e seus soldados se aproximam. Daryl, Maggie, Aaron e Gabriel se encontram com Negan (Jeffrey Dean Morgan) e se preparam para a guerra contra a Commonwealth. 
Max (Margot Bingham) investiga Pamela Milton (Laila Robins) e reúne alguns membros de Alexandria para publicar um artigo no jornal sobre as mentiras de Pamela. Lance e seus soldados assumem o controle de Alexandria, Hilltop e Oceanside; Lance joga uma moeda para decidir o destino dos moradores de Oceanside.

## Recepção

### Resposta crítica
Acts of God recebeu críticas mistas. No Rotten Tomatoes, o episódio teve uma taxa de aprovação de 75%, com uma pontuação média de 6.60 de 10, com base em 8 avaliações.

### Audiência
O episódio teve um total de 1,61 milhões de espectadores em sua exibição original na AMC na faixa de 18-49 anos de idade. Apresenta diminuição de 0.06 pontos de audiência em relação ao episódio anterior.